# Astrachanka
Astrachanka (ukr. Астраханка) – wieś na Ukrainie, w obwodzie zaporoskim, w rejonie melitopolskim, w hromadzie Myrne. W 2001 liczyła 1223 mieszkańców, spośród których 148 wskazało jako ojczysty język ukraiński, 1067 rosyjski, 2 białoruski, 5 ormiański, a 1 inny.